# Hanover (Ontário)
Hanover (44°09′N 81°02′W) é uma cidade do Canadá, localizada ao sul da província de Ontário, na região administrativa do Condado de Grey.
Sua população estimada é de pouco mais de 7 000 habitantes.